# Verbo auxiliar
Verbos auxiliares, em gramática e em linguística, são uma classe de verbos que veiculam informação gramatical,  adicionando-a ao verbo principal. Podem ser considerados como morfemas gramaticais (livres), responsáveis pela expressão de determinados valores que a flexão verbal, por si só, não é capaz de exprimir.
Os verbos auxiliares são transparentes às restrições distribucionais e de subcategorização impostas pelo verbo principal ao preenchimento lexical das diversas posições argumentais, quer dizer, não afectam o tipo de palavras que o verbo principal aceita como seu sujeito ou complementos:
- O Daniel leu/está a ler/vinha lendo/tem de ler/começou a ler/acabou por ler/deixou de ler o livro/começou a ler o livro
- Em português os verbos auxiliares apresentam uma construção sintáctica própria, aparecendo ligados ou não por preposição a uma forma não-finita do verbo principal, a saber, o gerúndio (lendo), o infinitivo não flexionado (ler) e particípio passado, na forma invariável do masculino singular (lido):

- O Victor está lendo o livro
- O Nathan vai ler o livro
- O Jefferson tinha lido o livro

Por sua vez, um verbo auxiliar pode ser construído com outro auxiliar, num processo recursivo, embora limitado, que conduz à formação de cadeias verbais mais ou menos longas, e em que se observam restrições à combinação de diferentes auxiliares entre si:
- O Andriell podia ter estado a ler um livro
- O Pablo acabou por ter de começar a ler o livro

As mais longas cadeias verbais de auxiliares documentadas em corpora do português europeu são formadas por sequências de quatro auxiliares e um verbo principal:
- Este livro deve poder começar a ser lido pelos alunos.
- Este livro deve ter começado a ser lido pelos alunos.

Não é possível fornecer a lista completa de verbos auxiliares, até porque a sua classificação é ainda objecto de controvérsia entre gramáticos e entre linguistas. As principais distinções a ter em conta baseiam-se nos valores gramaticais mais salientes veiculados pelo auxiliar. Consideram-se assim, os verbos auxiliares temporais ou de tempo (e.g. ir + infinitivo), os verbos auxiliares aspectuais (e.g. estar a + infinitivo) e os verbos auxiliares modais (e.g. poder + infinitivo).

## Verbos auxiliares de tempo
Um verbo auxiliar de tempo forma tempos verbais com o verbo principal denominados tempos compostos. Na língua portuguesa, os verbos ter, haver, ser, estar, ir e andar são verbos auxiliares de tempo.
- Verbos ter e haver
  - Os verbos ter e haver no presente do indicativo, acompanhado de um verbo no particípio, indica uma ação começado no passado que ainda continua.
  - Os verbos ter e haver no pretérito imperfeito do indicativo, acompanhado de um verbo no particípio, indica pretérito mais-que-perfeito.
- Verbo estar
  - O verbo estar, acompanhado de verbo no gerúndio, indica uma ação momentânea, que pode ou não se estender ao futuro.
- Verbo ir
  - O verbo ir no presente do indicativo, acompanhado de um verbo no infinitivo, indica futuro do presente.
  - O verbo ir no pretérito imperfeito do indicativo, acompanhado de um verbo no infinitivo, indica uma ação planejada no passado, mas não realizada.
- Verbo andar
  - O verbo andar, acompanhado de verbo no gerúndio, indica uma ação passada que se estende até o presente

## Verbos auxiliares modais
Um verbo auxiliar modal, também chamado simplesmente verbo modal, forma com o verbo principal locuções verbais com valor modal (de desejo, probabilidade, dever, possibilidade, necessidade etc.).
São exemplos os verbos dever, poder, ter de, haver de, p. ex.:O avião deve partir às 8 horas, O Gustavo pode ir ao cinema, Eu não tenho de pagar o jantar, Hás de ajudar-me a levar isto para casa.

## Verbos auxiliares aspectivos
Um verbo auxiliar aspectual ou aspectivo acrescenta ao significado do verbo principal noções de como a ação se processa. Os principais valores aspectuais veiculados pelos verbos auxiliares são o aspecto durativo, permansivo, iterativo, pontual, incoativo ou inceptivo e terminativo.
Os verbos continuar, começar, estar a, acabar de, andar são verbos que podem ser usados como aspectuais. p. ex.: Eu não comecei a trabalhar ainda, O Jarbas está a comer/comendo.